# توماس گرول
توماس گرول (آلمانی: Thomas Gerull؛ زادهٔ ۲ ژانویهٔ ۱۹۶۲) شمشیرباز اهل آلمان است.
وی در مسابقات کشوری و بین‌المللی در مجموع برندهٔ ۱ مدال نقره شده‌است.